# Popești (okręg Gorj)
Popești – wieś w Rumunii, w okręgu Gorj, w gminie Logrești. W 2011 roku liczyła 283 mieszkańców.